# CSA Steaua Bucarest (hockey sur glace)
Pour les articles homonymes, voir Steaua.
Pour les clubs omnisports, voir CSA Steaua Bucarest.
Le Clubul Sportiv al Armmatei Steaua Bucarest est un club omnisports de Bucarest en Roumanie. Il possède une section qui pratique le hockey sur glace que l'on surnomme les Steaua Rangers. Cette équipe évolue dans la Superliga Națională.

## Historique
L'équipe est créée en 1951 au sein du club omnisports de l'armée, le CCA Bucarest, qui deviendra le Steaua Bucarest en 1961.

## Palmarès
- Vainqueur de la Superliga Națională : 2006, 2005, 2003, 2002, 2001, 1999, 1998, 1996, 1995, 1994, 1993, 1992, 1991, 1990, 1989, 1988, 1987, 1986, 1985, 1984, 1983, 1982, 1980, 1978, 1977, 1975, 1974, 1970, 1969, 1967, 1966, 1965, 1964, 1962, 1961, 1959, 1958, 1956, 1955, 1953.
- Vainqueur de la Cupa Romaniei : 2012, 2011-automne, 2008, 2005, 2004, 2002, 2000, 1999, 1998-automne, 1998-printemps, 1996, 1995, 1994, 1993, 1992, 1991, 1990-automne, 1990-printemps, 1989, 1987, 1986, 1985, 1984, 1982, 1981, 1980, 1978, 1977, 1976, 1975, 1974, 1973, 1969.

## Galerie

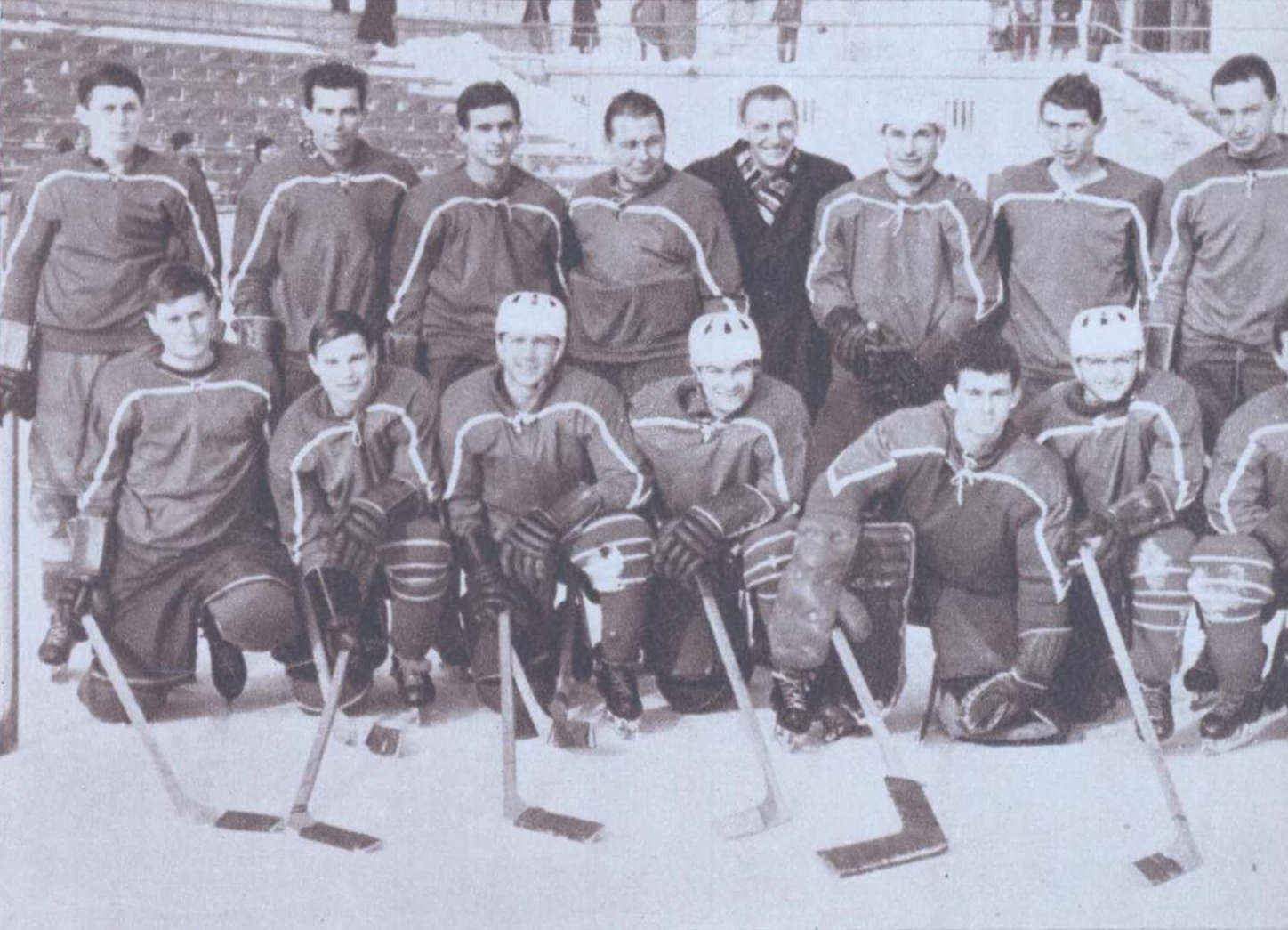
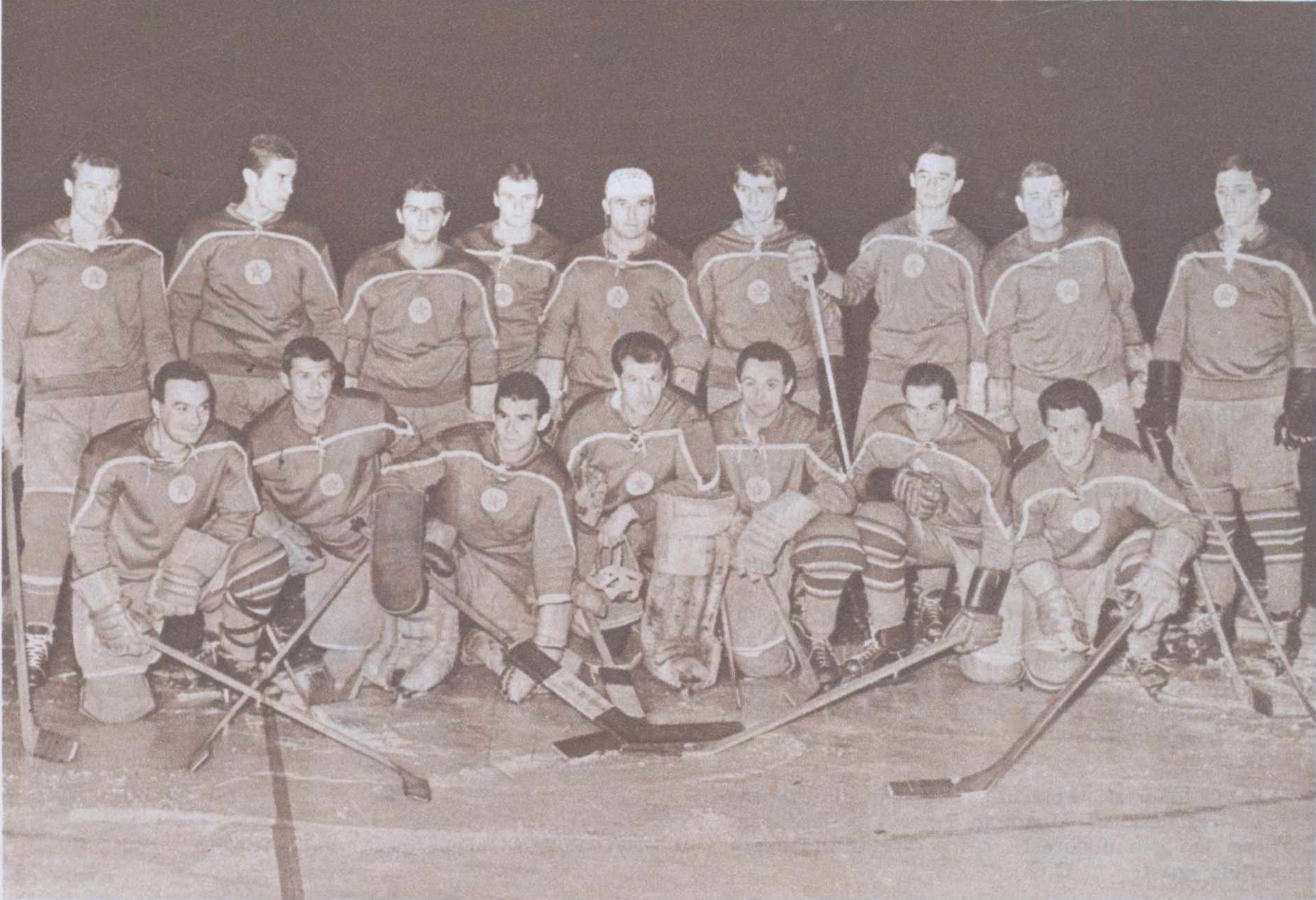
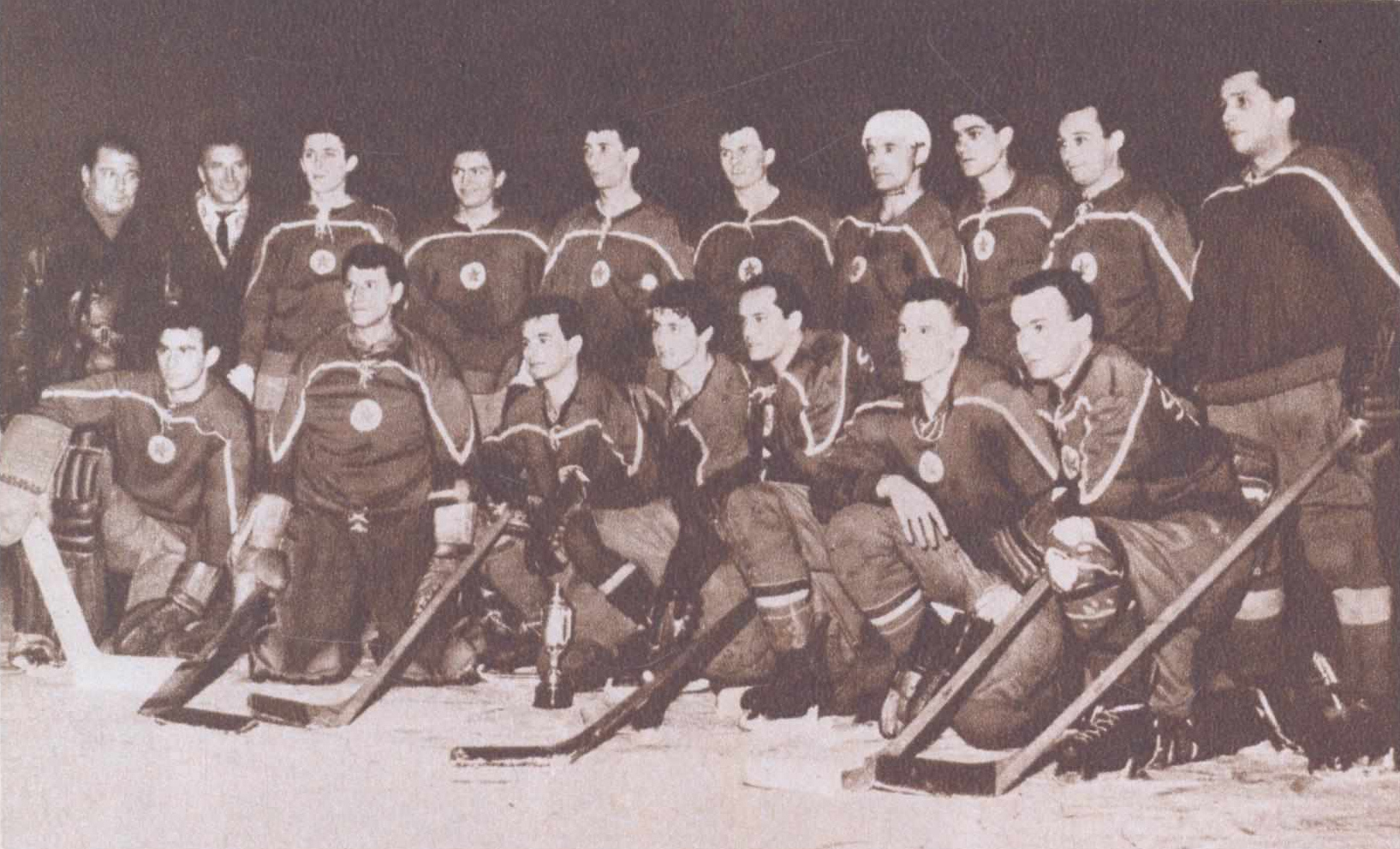